# 定州青年站
定州青年站（朝鲜语：／ Chŏngju Ch'ŏngnyŏn yŏk */?）是朝鮮民主主義人民共和國平安北道定州市的一個鐵路車站，属于平义线和平北线。

## 歷史
1905年（明治38年）位於京義線的定州站開業。1911年（明治44年）11月1日至鴨綠江大橋之後建成後成為國際列車停靠站，現今依然為是平壤 - 北京之間的國際列車的停站。
戰爭結束後，它被重命名為定州青年站。2008年1月27日定州青年站發生出軌事故。造成鐵路工人2人死亡。車站建設和外觀的改進修復工作於事故發生後已經完成。

## 邻近车站
- 平义线

古邑站 - 定州青年站 - 下端站
- 平北线

定州青年站 - 凤鸣站